# ベネトン・B199
ベネトン・B199 (Benetton B199) はベネトン・フォーミュラが1999年のF1世界選手権に投入したフォーミュラ1カー、デザイナーはニック・ワース。

## 概要
B199のモノコック前部にはフロント・トルク・トランスファー (Front Torque Transfer, FTT) と呼ばれる装置が搭載された。これは左右のフロントホイールを専用のシャフトで連結し、ディファレンシャルギアを介してトルクを伝達する機構だった。コーナリング中に減速すると内輪のブレーキがロックしやすいが、外輪からトルクを伝達することで内輪のホイールを回転させ続け、ブレーキバランスを補正することが可能となる。
また、トランスミッションには変速操作時のロスを減らすためにデュアルクラッチを採用するなど、意欲的な技術アプローチがなされた。
ドライバーは変更されずジャンカルロ・フィジケラとアレクサンダー・ヴルツの布陣でのぞみ、1回の表彰台を含め入賞は6回、コンストラクターズランキングは6位となった。
FTTは装置重量がかさむため、メリットを得られるほどの武器にはならなかった。また、1997年型のルノーエンジンをベースとするプレイライフ（メカクローム）エンジンは、性能的にもはやトップレベルとは言い難かった。凋落傾向に歯止めがかけられず、デザイナーのニック・ワースはチームを離脱した。
チームはFTTの開発を中止し、翌年のB200には搭載しないことを決めた。そのため失敗作という評価を受けたが、2004年にB・A・Rがフロント・クラッチ・パッケージ (FCP) という同種のシステムを開発し、006に搭載したことで再び注目された。

## スペック
- シャシー名 B199
- 材質 カーボンファイバー・アルミハニカムコンポジット
- タイヤ ブリヂストン
- ギアボックス 6速DCT
- エンジン名 プレイライフFB01
- 気筒数・バンク角 V型10気筒・71度
- 燃料・潤滑油 Agip

## 成績
| 年   | No. | ドライバー               | 1   | 2   | 3   | 4   | 5   | 6   | 7   | 8   | 9   | 10  | 11  | 12  | 13  | 14  | 15  | 16  | ポイント | ランキング |
| 年   | No. | ドライバー               | AUS | BRA | SMR | MON | ESP | CAN | FRA | GBR | AUT | GER | HUN | BEL | ITA | EUR | MAL | JPN | ポイント | ランキング |
| ---- | --- | ------------------------ | --- | --- | --- | --- | --- | --- | --- | --- | --- | --- | --- | --- | --- | --- | --- | --- | -------- | ---------- |
| 1999 | 9   | ジャンカルロ・フィジケラ | 4   | Ret | 5   | 5   | 9   | 2   | Ret | 7   | 12  | Ret | Ret | 11  | Ret | Ret | 11  | 14  | 16       | 6位        |
| 1999 | 10  | アレクサンダー・ヴルツ   | Ret | 7   | Ret | 6   | 10  | Ret | Ret | 10  | 5   | 7   | 7   | 14  | Ret | Ret | 8   | 10  | 16       | 6位        |

- 太字はポールポジション、斜字はファステストラップ。(key)